# یواس‌ان‌اس هنری اکفورد (تی-ای‌او-۱۹۲)
یواس‌ان‌اس هنری اکفورد (تی-ای‌او-۱۹۲) (به انگلیسی: USNS Henry Eckford (T-AO-192)) یک کشتی بود که طول آن ۶۷۷ فوت (۲۰۶ متر) بود. این کشتی در سال ۱۹۸۹ ساخته شد.